# Ciasteczka księżycowe
Ciasteczka księżycowe – tradycyjne chińskie ciastka wypiekane na Święto Środka Jesieni.
Według legendy, historia ciasteczek sięga XIV wieku. Wówczas to buntownicy mieli zapiekać w nich karteczki z wiadomością o planowanym powstaniu przeciwko Mongołom.
Ciasteczka księżycowe mogą być różnej wielkości, zawsze mają jednak okrągły kształt symbolizujący Księżyc i rodzinę. Kruche ciasto podobne jest nieco do ciasta francuskiego, zaś nadzienie – w zależności od lokalnych tradycji i indywidualnych upodobań – może być bardzo różne, od mięsnego po najbardziej rozpowszechnioną masę daktylowo-migdałowo-orzechową.